# Витебский уезд
Ви́тебский уе́зд (бел. Віцебскі павет) — административная единица в составе Псковской и Полоцкой губерний, Полоцкого наместничества, Белорусской и Витебской губерний и БССР существовавшая в 1772—1924 годах. Центр — город Витебск.

## История
Витебский уезд в составе Псковской губернии Российской империи был образован в 1772 году после 1-го раздела Речи Посполитой. В 1776 году уезд был передан в Полоцкую губернию (с 1778 — наместничество). В 1796 году уезд отошёл к Белорусской губернии, а в 1802 — к Витебской. В марте 1924 года, в связи с упразднением Витебской губернии, уезд был передан в прямое подчинение Белорусской ССР и уже в июле того же года упразднён.

## Население
По данным переписи 1897 года в уезде проживало 177,4 тыс. чел. В том числе белорусы — 51,1 %; евреи — 22,3 %; русские — 20,1 %; поляки — 3,2 %; латыши — 2,2 %. В уездном городе Витебске проживало 65 871 чел., в заштатном Сураже — 2731 чел.

## Административное деление
Витебский уезд в 1780-90 годы был нанесен на План Генерального Межевания Витебской губерний и насчитывал 4 части.
В 1890 году в состав уезда входило 15 волостей:
| № п/п | Волость        | Волостное правление | Число селений | Население |
| ----- | -------------- | ------------------- | ------------- | --------- |
| 1     | Бабиничская    | пог. Бабиничи       | 171           | 5115      |
| 2     | Веляшковичская | ус. Веляшковичи     | 144           | 7282      |
| 3     | Верховская     | пог. Слобода        | 96            | 2680      |
| 4     | Вымнянская     | пог. Котово         | 114           | 3878      |
| 5     | Жеребычская    | пог. Жеребычи       | 135           | 5638      |
| 6     | Королевская    | пог. Королево       | 235           | 6924      |
| 7     | Куринская      | д. Курино           | 157           | 6368      |
| 8     | Лосвидская     | ус. Лосвида         | 68            | 3465      |
| 9     | Лесковичская   | д. Смольки          | 75            | 4492      |
| 10    | Мишковская     | им. Тересполь       | 159           | 5910      |
| 11    | Селютская      | ус. Селюты          | 122           | 4389      |
| 12    | Старосельская  | с. Старое Село      | 103           | 3367      |
| 13    | Храповичская   | им. Мартинково      | 128           | 3105      |
| 14    | Щербинская     | пог. Телятники      | 117           | 4467      |
| 15    | Яновичская     | д. Глазомичи        | 101           | 6930      |

В 1913 году в уезде также было 15 волостей.

## Населённые пункты
По переписи 1897 года наиболее крупные населённые пункты уезда:
| - город Витебск - 65871 чел.; - город Сураж - 2731 чел.; - местечко Яновичи - 2359 чел.; - местечко Колышки - 1568 чел. |